# Sarek
Sarek és personatge fictici de la sèrie de ciència-ficció Star Trek. És un astrofísic vulcanià, l'ambaixador vulcanià a la Federació Unida de Planetes i pare de Spock. El personatge va ser interpretat originalment per Mark Lenard a l'episodi "Viatge a Babel" el 1967. Més tard, Lenard va posar la veu a Sarek a la sèrie animada, i va aparèixer a les pel·lícules de Star Trek i a la sèrie Star Trek: La nova generació.
L'actor Jonathan Simpson va interpretar un Sarek més jove en una breu escena a Star Trek: L'última frontera, amb veu en off de Lenard. Ben Cross va interpretar Sarek a la pel·lícula de 2009 Star Trek. James Frain interpreta Sarek a la sèrie de televisió Star Trek: Discovery.
El personatge apareix a la sèrie original Star Trek, a la sèrie animada sèrie animada, a cinc pel·lícules de Star Trek, a dos episodis de Star Trek: La nova generació, Star Trek: Discovery i a nombroses novel·les i còmics de Star Trek.

## Biografia del personatge

### Star Trek: la sèrie original
Nascut el 2165 és conegut principalment per ser el pare de l'Spock. El tret principal de Sarek, és que a diferència dels vulcanians no segueix les ensenyances de Surak i es deixa portar per les emocions i els sentiments, abandona Vulcà i viu a la Terra on es casa amb una humana i té com a fill l'Spock.
És fill de Skon de Vulcà i nét de Solkar (el primer ambaixador vulcanià a la Terra). Sarek es va casar dues vegades i va tenir dos fills. Abans del seu primer matrimoni, va tenir una relació amb una princesa vulcaniana que va donar lloc al primer fill de Sarek, Sybok, un personatge que no es va desenvolupar fins a la cinquena pel·lícula Star Trek: L'última frontera a finals dels anys vuitanta. Sarek es va casar més tard amb Amanda Grayson, una nativa del planeta Terra, amb qui va tenir Spock. Després de la mort d'Amanda, Sarek es va casar amb Perrin, també humana, que va sobreviure a la seva mort el 2367. Sarek i Perrin no van tenir fills junts.
El segon fill de Sarek, Spock, va entrar a l'Acadèmia de la Flota Estel·lar. Sarek es va oposar a la decisió perquè volia que Spock entrés a l'Acadèmia de Ciències Vulcanianes, que havia organitzat anys abans, i els dos van estar separats durant 18 anys. Després d'una missió a l'Enterprise on Spock va ajudar a salvar la vida de Sarek, pare i fill es reconcilien a l'episodi "Viatge a Babel", amb Mark Lenard interpretant la primera aparició de Sarek.

### Sèrie animada
Mark Lenard va posar la veu a Sarek a l'episodi de Star Trek: La sèrie animada "Yesteryear". En aquest episodi, Spock ha de viatjar en el temps fins a la seva infància i evitar que el seu jo més jove mori i sigui substituït per un andorià com a primer oficial de l'Enterprise. Spock, fent-se passar per un parent, coneix una versió més jove de Sarek.

### Pel·lícules de la sèrie original
Mark Lenard va interpretar Sarek en pel·lícules basades en la sèrie original Star Trek. A Star Trek 3: A la recerca de Spock (1984), Sarek s'enfronta a James T. Kirk al seu apartament, pensant que Spock va posar el seu katra, o essència vivent, a la ment de Kirk (ja que Kirk va ser l'última persona que va estar amb Spock moribund), i preguntant-li per què no va tornar Spock a Vulcà. Sense que ni Sarek ni Kirk ho sabessin, Spock havia posat el seu katra a la ment del seu amic Leonard McCoy perquè el guardés. Kirk ho descobreix més tard a través de les cintes de seguretat durant els últims moments de vida de Spock en la seva lluita per salvar l' Enterprise de Khan. Sarek demana a Kirk que porti el cos de Spock juntament amb el seu katra a Vulcà; Kirk promet fer-ho. El dispositiu Genesis regenera el cos de Spock i li restaura la vida; Kirk i la seva tripulació aconsegueixen treure Spock del planeta i retornar-lo al seu planeta natal, Vulcà. Allà, Sarek demana a la sacerdotessa T'Lar que realitzi un "fal-tor-pan", reunint la ment i el cos de Spock. Sarek agraeix a Kirk el rescat de Spock, que va tenir lloc a costa de la destrucció de l'Enterprise i la mort del fill de Kirk. Kirk admet que si no hagués intentat salvar Spock, hauria afrontat una culpa més profunda a la seva ànima.
"Star Trek 4: Missió salvar la Terra" (1986) comença amb Kirk, Spock i la resta de la tripulació de l'Enterprise encara a l'exili a Vulcan. Sarek viatja a la Terra per parlar en nom de Kirk (que s'enfronta a càrrecs de l'Imperi Klíngon), i posteriorment queda atrapat al planeta quan la Terra es veu amenaçada per la destrucció per una sonda alienígena. Després que Kirk i la seva tripulació tornin i salvin la Terra, i siguin en gran part exonerats en el seu judici posterior, Sarek té una audiència privada amb el seu fill. Sarek afirma que està satisfet amb Spock i admet que es va equivocar en oposar-se a la incorporació de Spock a la Flota Estel·lar, lloant els seus camarades com a persones de bon caràcter.
L'actor Jonathan Simpson va interpretar breument un Sarek més jove durant Star Trek: L'última frontera (1989), amb una veu en off proporcionada per Lenard. L'escena fa referència al naixement de Spock i a Sarek comentant que és "tan humà".
L'última aparició cinematogràfica de Mark Lenard en el paper de Sarek va ser a  Star Trek VI: The Undiscovered Country (1991). Aquesta pel·lícula es va gravar després, però es va estrenar abans, de la seva última aparició en emissió a La nova generació. Té lloc en el període de temps de la sèrie original, l'any 2293. Sarek es mostra una vegada més com un diplomàtic participant a la Conferència de Khitomer, la primera reunió diplomàtica entre els klíngons i la Federació.

### Star Trek: La nova generació
Lenard va fer dues aparicions com a personatge a Star Trek: La nova generació. A la primera, en un episodi que porta el seu nom, Sarek pateix la síndrome de Bendii, una malaltia neurològica degenerativa incurable i terminal que li fa perdre el control de les seves emocions. Per exemple, quan Data i un quartet interpreten el primer sextet de Brahms, segon moviment, s'emociona fins a les llàgrimes. Després d'establir una fusió mental amb el capità Jean-Luc Picard, Sarek pot continuar amb una important missió diplomàtica, però les seves emocions s'expressen a través de Picard, entre elles el seu profund amor per Amanda, Spock i la seva actual esposa humana Perrin, cosa que fa que Picard gairebé es torni boig. La seva mort per síndrome de Bendii es produeix a la primera part de l'episodi de TNG "Unificació".

### Star Trek(2009)
Sarek, interpretat per Ben Cross, apareix ala reinvenció de Star Trek (2009). Tot i que respecta la capacitat de Spock per prendre les seves pròpies decisions, Sarek l'anima clarament a mantenir la seva naturalesa vulcaniana lògica. Sarek sosté que es va casar amb Amanda perquè era lògic fer-ho, ja que, com a ambaixador vulcanià, per descomptat, recauria sobre Sarek observar el comportament humà. Més tard, Sarek forma part de la junta de l'Acadèmia de Ciències Vulcanes i es deceb en saber que el seu fill ha rebutjat l'admissió a favor d'unir-se a la Flota Estel·lar.
Quan el venjatiu capità romulà, Nero  deixa clara la seva intenció de destruir Vulcà, Spock arriba per transportar Sarek, Amanda i la resta del consell vulcanià a un lloc segur; tanmateix, Amanda es perd en l'intent. Quan el cadet Kirk provoca Spock perquè l'obligui a renunciar al comandament, només el sever "Spock!" de Sarek calma el mig vulcanià enfurismat. Quan Spock abandona el pont, Sarek està clarament disgustat pels esdeveniments i el segueix. Sarek aconsella a Spock que si sent ràbia (per la destrucció de Vulcà i la mort d'Amanda), no intenti amagar-la. Sarek també admet al seu fill: "Una vegada em vas preguntar per què em vaig casar amb la teva mare... Em vaig casar amb ella perquè l'estimava". Sarek afirma al seu fill que no tots els vulcanians són tan impassibles com semblen; fins i tot Sarek està dolorosament afligit per la pèrdua de la seva estimada esposa. En aquest moment, pare i fill s'han reconciliat mentre ploren junts les pèrdues del seu món i dels seus éssers estimats, abans que Spock marxi per evitar que Nero destrueixi la Terra i per venjar la mort prematura de la seva mare.

### Star Trek: Discovery

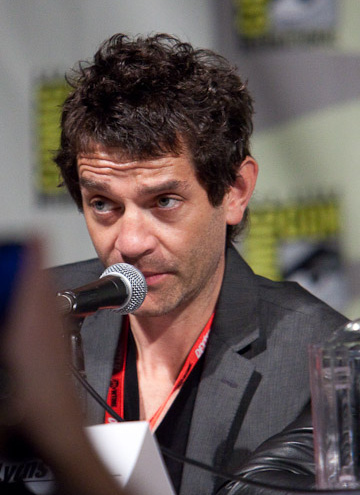
Frain el juliol de 2010

James Frain interpreta el paper de Sarek a Star Trek: Discovery.

## Relacions familiars
El conflicte continu de Spock entre l'emoció i la lògica és contrarestat pels seus pares, Sarek i la humana Amanda Grayson, una parella aparentment amorosa i devota. El personatge de Sarek i la seva relació amb Spock i Amanda s'han explorat en profunditat en ficció amateur, diverses novel·les autoritzades i a l'episodi animat "Yesteryear". Les pel·lícules i els episodis de Star Trek: La nova generació també han contribuït a la informació sobre aquestes relacions. La relació de Spock i Sarek és formal i respectuosa, però tensa. El capità Jean-Luc Picard, que es va fusionar mentalment amb Sarek abans de morir, també es fusiona mentalment amb Spock per compartir els pensaments i sentiments de Sarek sobre el seu fill. Se sap poca cosa sobre la relació de Sarek amb el seu fill gran Sybok, però presumiblement va ser difícil, ja que Sybok va rebutjar les maneres vulcanianes i va ser desterrat del planeta.
La filla adoptiva de Sarek, Michael Burnham, es va afegir a Star Trek: Discovery. En molts sentits, Sarek és més proper a Burnham perquè va compartir part del seu Katra amb ella. Tot i això, quan es va veure obligat a triar entre Spock i Burnham, Sarek va preferir el seu fill biològic. Aquest és un tema central de l'episodi de Discovery, "Lethe", en què Sarek intenta que els seus dos fills siguin acceptats al Grup Expedicionari Vulcanià, però li diuen que només se'n pot triar un. Finalment, Sarek va triar Spock, que va optar per unir-se a la Flota Estel·lar, cosa que va fer que la decisió de Sarek fos inútil i li fes sentir una terrible culpa per haver de prendre la decisió (i per enganyar Burnham sobre la seva sol·licitud, ja que originalment li havia dit que havia estat rebutjada).

## Univers Mirall
L'homòleg de Sarek a l'univers mirall va aparèixer a l'episodi de Discovery, "The Wolf Inside", en què és membre de la rebel·lió contra l'Imperi Terran. (Com l'homòleg de Spock, aquest Sarek porta una barba de Van Dyke). És venerat com a profeta pels altres rebels, a causa de les seves habilitats mentals vulcanianes. A diferència del Sarek de l'univers regular, aquesta versió mai va adoptar Michael Burnham i no l'havia conegut mai abans. Quan Burnham arriba al campament rebel i afirma que vol ajudar la rebel·lió, els rebels assumeixen que és la seva pròpia contrapart mirall (que té ordres d'eliminar els rebels), però Sarek realitza una fusió mental i declara que està dient la veritat.

## Aparicions
Sarek apareix als següents episodis i pel·lícules:
Star Trek: La sèrie original
- "Viatge a Babel"

Star Trek: La sèrie animada
- "Yesteryear"

Pel·lícules de Star Trek
- Star Trek III: A la recerca de Spock
- Star Trek IV: Missió salvar la Terra
- Star Trek: L'última frontera
- Star Trek VI: The Undiscovered Country
- Star Trek

Star Trek: La nova generació
- "Sarek"
- "Unificació, Part I"

Star Trek: Discovery
- "The Vulcan Hello"
- "Battle at the Binary Stars"
- "Lethe"
- "The Wolf Inside" (mirall)
- "The War Without, The War Within"
- "Will You Take My Hand?"
- "Light and Shadows"

## Recepció
El 2009, IGN va classificar Sarek com el 13è millor personatge de Star Trek en general. El 2015, SyFy va classificar Sarek com un dels 21 personatges secundaris més interessants de Star Trek.
El 2016, ScreenRant va qualificar Sarek com l'11è millor personatge de "Star Trek" en general, tal com s'ha presentat en sèries de televisió i pel·lícules fins aleshores, destacant la relació del personatge amb el seu fill Spock. Observen com Sarek apareix en múltiples encarnacions de Star Trek, i tant Spock com Sarek intenten entendre's mútuament i entendre els seus propis sentiments.
El 2017, Den of Geek va classificar el Sarek de Mark Lenard com la millor actuació convidada número u a Star Trek: La propera generació, per les seves actuacions a "Sarek" i "Unificació, part I".
El 2018, CBR va classificar Sarek com el 5è millor personatge recurrent de tot "Star Trek", destacant les fortes actuacions de Mark Lenard i les múltiples aparicions en diferents pel·lícules i sèries.